# Bernheimer-Haus

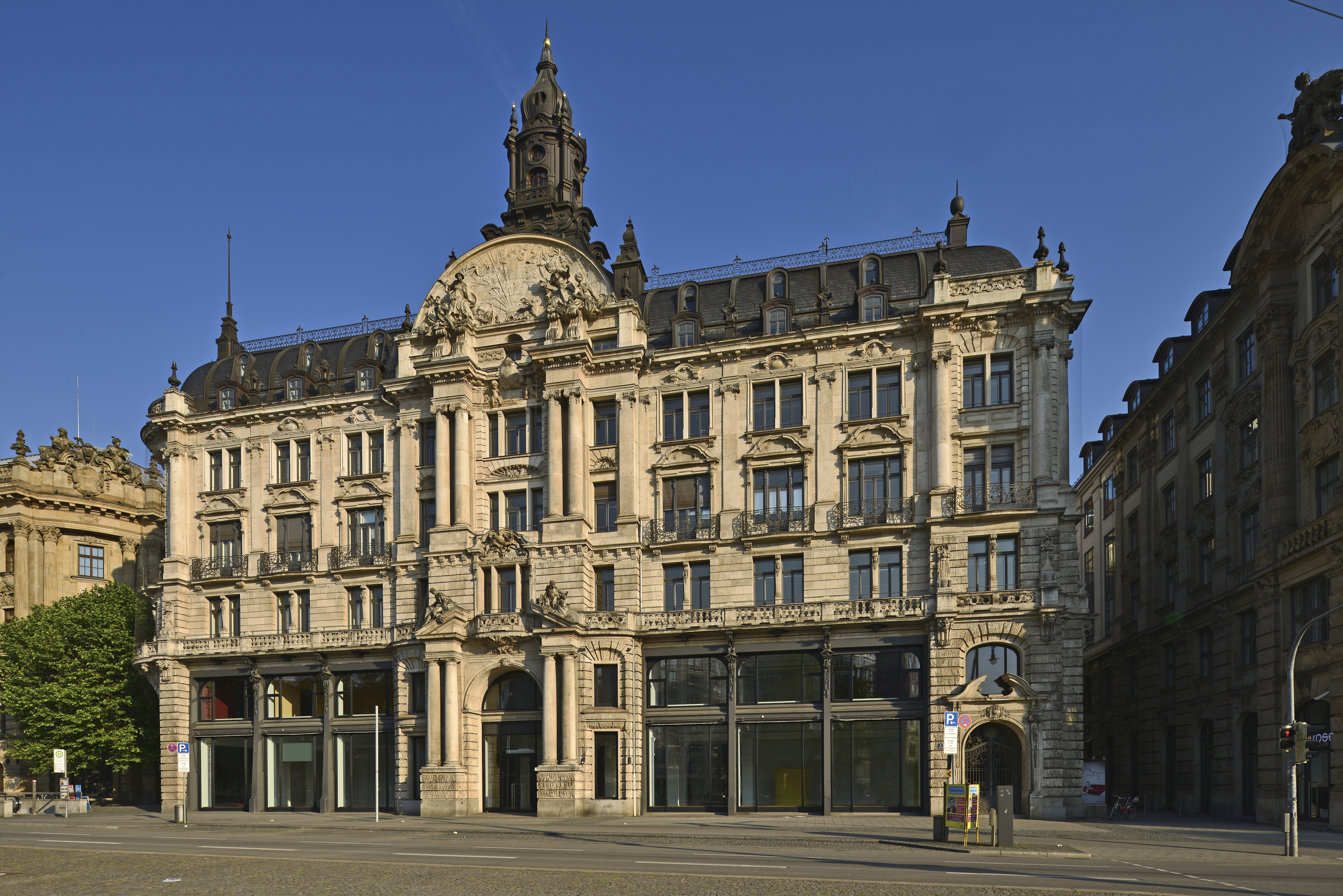
Haus Bernheimer (2017)

Das Bernheimer-Haus (auch Palais Bernheimer oder Bernheimer-Palais) ist ein Wohn- und Geschäftshaus in München, Lenbachplatz 3. Es wurde 1888/89 von Friedrich von Thiersch errichtet, die Fassade stammt von Thierschs damaligem Schüler Martin Dülfer. Das Gebäude gilt als „erster repräsentativer Neubarockbau Münchens“ und Vorbild für einen Typus Münchner Geschäftshäuser. Es steht unter Denkmalschutz.

## Geschichte

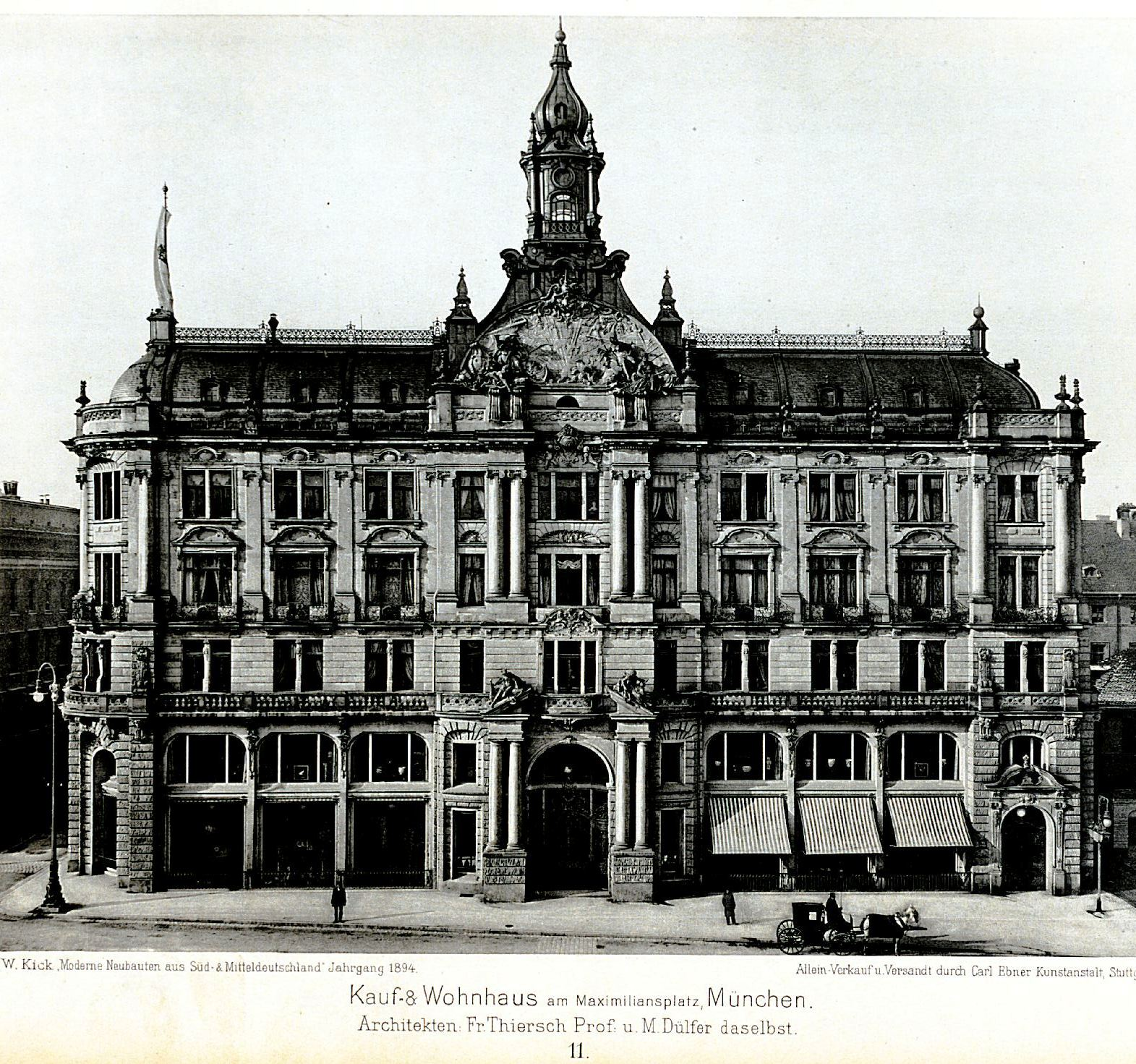
Haus Bernheimer (vor 1895)

Der Lenbachplatz entstand auf der aufgelassenen westlichen Münchner Stadtbefestigung. Er liegt nördlich des Stachus und geht nach Nordosten in den Maximiliansplatz über. Auf der stadtauswärtigen, westlichen Seite stehen heute drei großzügige und stilistisch als Ensemble stimmige Baukörper aus der Zeit zwischen 1887 und 1905. Das Bernheimer-Palais war der erste von ihnen und als das Umfeld aufgewertet wurde, war es das Vorbild für die Neubauten auf den Nachbargrundstücken, deren frühere, einfachere Bebauung abgerissen wurde.
Lehmann Bernheimer hatte 1864 ein Geschäft für hochwertige Textilien in der Münchner Altstadt gegründet und sein Sortiment beständig um Luxusgüter aus dem Wohnbereich erweitert. Seit 1882 war er Hoflieferant des bayerischen Königshauses. Er plante einen repräsentativen Neubau außerhalb der immer noch durch die mittelalterlichen Grundrisse geprägten Altstadt und erwarb 1887 ein kleines Caféhaus mit Biergarten, das von einem Engländer geführt wurde und deshalb Englisches Café genannt wurde. Dieses erstreckte sich zwischen der Ottostraße und dem Lenbachplatz, wobei das Gebäude zurückgesetzt an der Ottostraße stand. Der Biergarten umfasste am Lenbachplatz die volle Breite des Grundstücks und darauf wurde das Bernheimer’sche Geschäftshaus errichtet. Wie sehr Bernheimer in die höchsten Kreise der Münchner Gesellschaft integriert war, ergibt sich daraus, dass die feierliche Eröffnung seines Geschäftshauses im Dezember 1889 durch Prinzregent Luitpold vorgenommen wurde. Im Februar 1897 kam es zu einem Feuer im Untergeschoss, bei dem der Warenbestand und Teile des Gebäudes schwer beschädigt wurden. Zu Pfingsten 1897 konnte das Geschäft wieder eröffnet werden, beim Umbau wurde das rückseitige Cafégebäude in das Gebäude integriert. Um die Jahrhundertwende nahm Bernheimer Antiquitäten, Tapisserien und hochwertige Teppiche in sein Sortiment auf. Als das Geschäft wuchs, reichten die Räume erneut nicht. Daher wurde 1909/10 das Geschäftshaus um einen rückseitigen Neubau zur Ottostraße ergänzt. Seit 1918 leitete Lehmann Bernheimers Sohn Otto Bernheimer das Unternehmen. Im Nationalsozialismus wurde der Betrieb zunächst dadurch geschützt, dass Otto Bernheimer Honorarkonsul Mexikos war. Nach Zerstörungen und Drohungen in den Novemberpogromen am 9. November 1938 wurde das Unternehmen arisiert und die Familie Bernheimer zunächst im KZ Dachau inhaftiert und dann in die Emigration gezwungen.

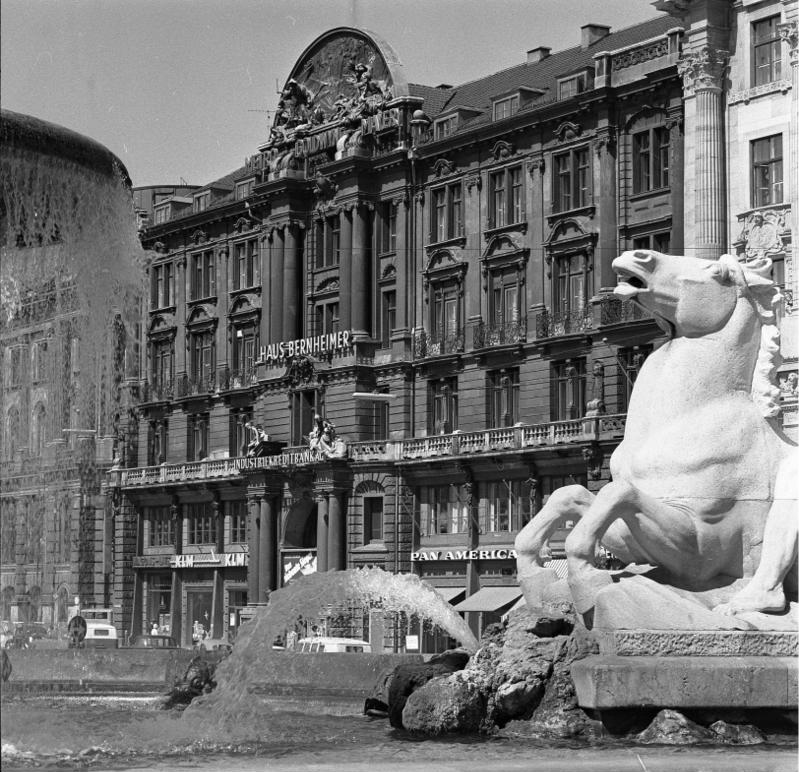
Zustand 1962 mit vereinfachtem Dach

Im Zweiten Weltkrieg wurde das Gebäude beschädigt, insbesondere brach der Dachstuhl mit dem Turmaufsatz ein. Nach dem Krieg erhielt Otto Bernheimer, der schon 1946 erstmals aus Venezuela zurückgekehrt war, das Palais im Rahmen der Restitution zurück. Er ließ das Dach in vereinfachter Form wiederherstellen und vermietete große Teile des Gebäudes, während er ab Oktober 1948 sein Geschäft erneut aufbaute. Im Erdgeschoss wurde ein Kino eingebaut, das später zum Tanzlokal wurde. Von 1959 bis 1992 hatte die Zentrale des Goethe-Instituts ihren Sitz im Gebäude.
Bernheimer entwickelte aus dem Einrichtungshaus zunehmend einen Antiquitäten- und Kunsthandel. 1977 wurde der Betrieb von Otto Bernheimers Enkel Konrad O. Bernheimer übernommen, der das Unternehmen auf Alte Meister vom 16. bis zum 19. Jahrhundert spezialisierte und in Bernheimer Fine Old Masters umfirmierte.
1987 verkaufte Konrad O. Bernheimer das Gebäude, um seine Miterben auszahlen und seinen Kunsthandel ergänzen zu können. Käufer war der Bauunternehmer Jürgen Schneider. Dieser beauftragte den Architekten Alexander von Branca damit, das Palais im Inneren modern umzugestalten bei gleichzeitiger, extrem aufwändiger und denkmalschutzgerechter Sanierung des Äußeren. Hierbei wurden auch mehrere Untergeschosse als Tiefgarage mit Zufahrt von der Ottostraße angelegt. Als 1993 Schneiders Immobilienimperium wegen massivem Betrugs zusammenbrach, übernahm die Deutsche Bank als Hauptgläubiger das Bernheimer-Palais und ließ es fertigstellen. Die Kosten des Umbaus werden auf deutlich über 100 Millionen DM geschätzt, allein 32 Millionen betrugen offenstehende Handwerkerrechnungen aus der Schneider-Affäre. Teuerster Anteil war die originalgetreue Rekonstruktion des Daches mit der Turmhaube. Erst 1999 konnte die Bank das Gebäude weiterverkaufen an Robert Arnold, den Erben und damaligen Gesellschafter von Arnold & Richter Cine Technik.
Im Erdgeschoss des inzwischen auch Lenbach-Palais oder Palais am Lenbachplatz genannten Gebäudes sind zum Lenbachplatz Ladengeschäfte, Richtung Ottostraße ein Restaurant untergebracht. Darüber befinden sich Büros.

## Architektur

### Das Geschäftshaus am Lenbachplatz

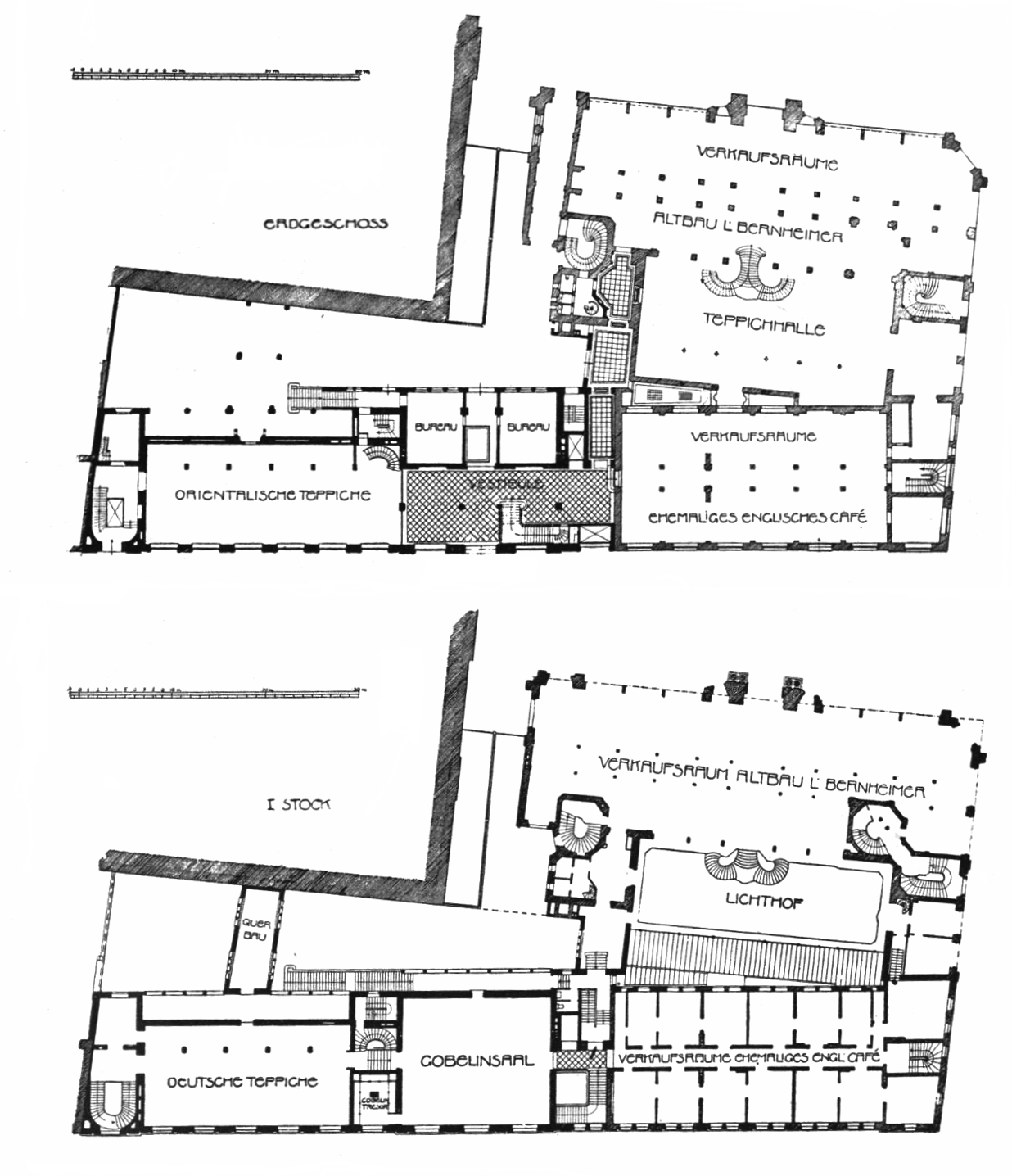
Grundriss von 1912: Oben Erdgeschoss, unten 1. Stock. Das Hauptgebäude am Lenbachplatz ist in jeder Skizze oben, der Neubau von 1910 unten

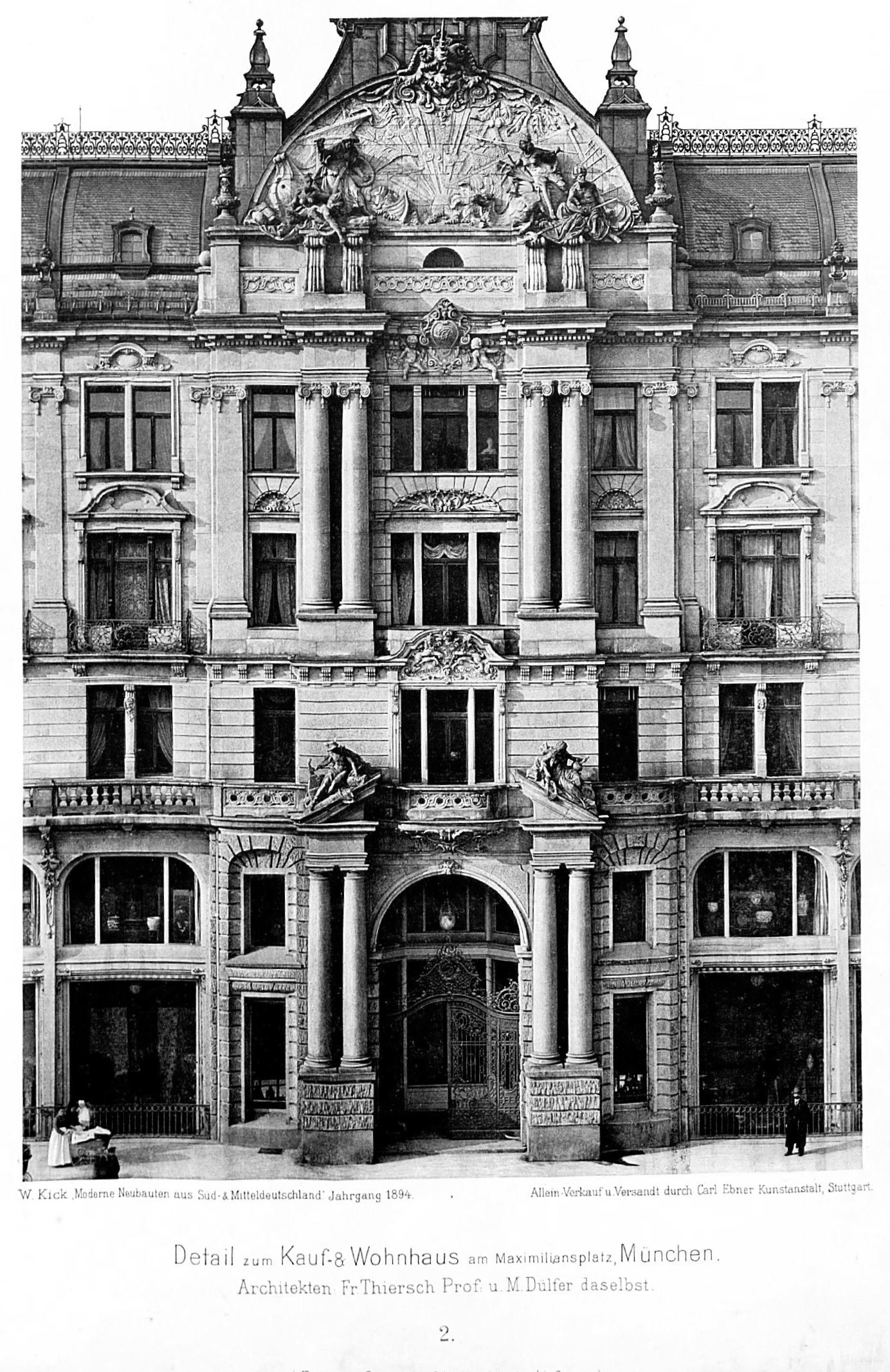
Der Mittelrisalit in der ursprünglichen Form, Bild von 1894

Lehmann Bernheimer beauftragte den prominenten Münchner Architekten und Professor Friedrich von Thiersch mit seinem Geschäftshaus. Die Fassade entwarf Thierschs damaliger Schüler Martin Dülfer als sein erstes Werk. Thiersch schätzte seinen Mitarbeiter so sehr, dass er zu Dülfers Gunsten auf seinen eigenen, bereits fertigen Fassadenentwurf verzichtete. Dies gilt als ungewöhnlich, da gerade die Gestaltung der Fassaden damals als besonders anspruchsvoll galt und erfahrenen Architekten vorbehalten wurde. Die Kosten des Baus werden auf 900.000 Mark beziffert. Dülfer soll auch die Bauleitung für das Projekt gehabt haben.

#### Gliederung
Das Gebäude wird geprägt durch eine über zwei Stockwerke reichendes Ladenzone mit für die Zeit außergewöhnlich großer Schaufensterfläche. Darüber liegen drei Wohngeschosse. Die Schaufassade zum Lenbachplatz wird durch drei Risalite gegliedert. Der Mittelrisalit erstreckt sich über die volle Höhe und endet in einem Halbkreisgiebel. Aus dem Dach in Form von Halbtonnen nach französischem Vorbild ragt zentral ein schlanker Dachreiter mit Laterne und Zwiebelhelm auf. Links und rechts des Mittelrisaliten weist das Gebäude jeweils drei Fensterachsen auf. Der linke Eckrisalit ist wegen der Grundstücksform abgerundet, auf der rechten Seite war im Erdgeschoss eine Hofdurchfahrt erforderlich, die in den Eckrisaliten eingebunden ist. Die Fassade ist aus hellem Kalkstein von der Donau und gilt als erster bedeutender Neobarock in München.
Der Mittelrisalit ist stark gegliedert und ragt zweifach vor die Fassade. Über dem Portal mit einem großen Rundbogen liegen auf einem Gesprengten Giebel zwei allegorische Figuren, links der Handel, rechts die Kunst. Die Giebelteile werden von Ionischen Doppelsäulen gestützt. Weitere ionische Doppelsäulen flankieren die Mittelachse im zweiten und dritten Obergeschoss. Sie tragen das Gesims mit verkröpften Abschlüssen. Über dem Mittelfenster des ersten Wohngeschosses nennt ein Namensschild L. Bernheimer – K. b. Hoflieferant darüber halten zwei Löwen das bayerische Wappen. Über das Dachgesims ragt der große Halbrundgiebel. Als Schöpfer des Reliefs ist ein Bildhauer Vogel genannt, bei dem es sich um August Vogel handeln könnte. Die Darstellung zeigt Personifikationen der vier Erdteile als Motiv des Welthandels vor einer aufgehenden Sonne.
Die Ladenzone mit zwei Stockwerken ist in Skelettbauweise auf Trägern aus Walzeisen errichtet. Daher konnten die Verkaufsräume ohne Zwischenwände gestaltet werden, was sich in einer vorher nicht zu verwirklichenden Großzügigkeit der Raumwirkung ausdrückt. Rückseitig wurde der Zwischenraum zum angrenzenden Gebäude des Cafés als Verkaufshalle für Teppiche mit einem Glasdach überdeckt, das eine geschwungene freitragende Eisentreppe mit zwei Armen durchbrach, die die Verkaufsetagen verband.
Die drei Vollgeschosse über dem Laden wurden bewohnt. Jede der Etagen bestand aus zwei großbürgerlichen Wohnungen, die durch zwei Treppenhäuser mit Wendeltreppen an den Schmalseiten erschlossen wurden. In der unteren Etage zog als Erstmieter der königliche Kammerherr Karl Fugger von Babenhausen in die beiden, zusammengelegten Wohnungen mit insgesamt 28 Zimmern, die beiden Wohnungen der mittlere Wohnetage bewohnte die Familie Bernheimer selbst, in der dritten zog Lujo Brentano ein.

#### Einflüsse

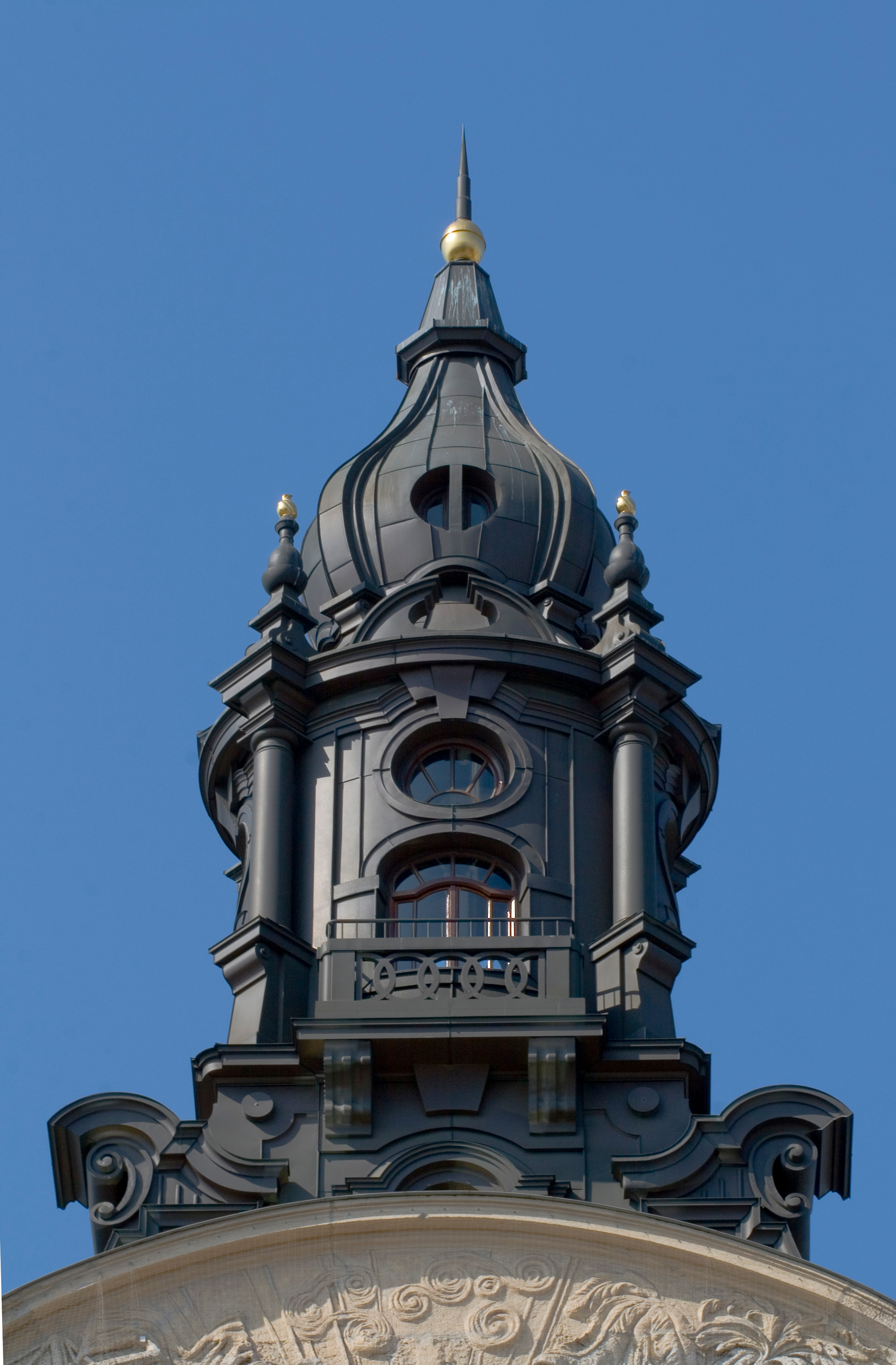
Der rekonstruierte Turmaufsatz

Der erste Entwurf zeigte noch eine zentrale Vierkantkuppel und einen Turm mit einer weiteren Kuppel an der Südost-Ecke. Die Vierkantkuppel griff Thiersch dann beim 1890 bis 1897 verwirklichten Justizpalast in unmittelbarer Nähe auf. Für das Bernheimer-Haus entstand schließlich der schlanke Dachreiter. Als Vorbild für die Kubatur und den Halbkreisgiebel nennt von Thiersch das Zunfthaus der Bauhandwerker am Grote Markt in Brüssel. Der Mittelrisalit übernimmt barocke Formen des Palais im Großen Garten in Dresden und damit mittelbar aus dem Louvre in Paris. Die Turmhaube gilt als elegante Weiterentwicklung der der Asamkirche in der Münchner Sendlinger Straße.
Die Fassade Dülfers verbindet traditionelle barocke Motive mit einem innovativen Eklektizismus. Die einzelnen Elemente der Fassade sind barock, die Asymmetrie des linken Eckrisaliten wäre aber bei einem barocken Ursprung nicht möglich gewesen. Die Eisenträger der Ladenzone, die unverkleidet die großen Fensterflächen umgeben, sind eminent moderne Gestaltungsmerkmale.
Das Gebäude wurde zum Vorbild der kurz darauf folgenden Neubebauung der beiden Nachbargrundstücke sowie in der Nachbarschaft dem Mathäser und dem Hotel „Russischer Hof“, die beide im Krieg zerstört wurden. Stilprägend war das Gebäude darüber hinaus für weite Teile der Münchner Architektur. So wurde die klare Trennung zwischen dem Erdgeschoss mit Läden und großformatigen Schaufenstern und darüber liegenden verkleideten Etagen mit Wohnungen oder Büros zum Vorbild für das typische Münchner Geschäftshaus.
Aber auch überregional wirkte das Bernheimer-Haus vorbildlich. Es wurde in allen Fachzeitschriften vorgestellt und gelobt. Das Gebäude des Café New York in Budapest für die New York Life Insurance Company gilt als Nachempfindung des Münchner Bernheimer-Hauses. Der Budapester Bau stammt von Flóris Korb, der Dülfer von einer gemeinsamen Ausbildungsstation kannte.

### Der Neubau an der Ottostraße
Kurz nach 1895 schloss das Café auf dem hinteren Grundstücksteil zur Ottostraße. Bernheimer kaufte es und in den folgenden Jahren auch die beiden Nachbargrundstücke, so dass ihm der gesamte Block zwischen Lenbachplatz und Ottostraße gehörte. Das Cafégebäude war ein Neorenaissance-Bau mit großen Fensterbögen und einem Erdgeschoss in Rustika-Gestaltung. Bernheimer nutzte zunächst das Erdgeschoss und den ersten Stock des ehemaligen Cafés als weitere Verkaufsfläche für seinen immer weiter ausgedehnten Handel mit Teppichen und Kunstgegenständen. Dann ließ er die beiden Nachbargebäude abreißen und gab 1907 einen Neubau in Auftrag, der den Bau vom Lenbachplatz bis zur Ottostraße erweitern sollte und das ehemalige Café integrieren. Den Auftrag erhielt wieder von Thiersch, Vorarbeiten übernahm dessen Mitarbeiter Heinrich Lömpel.

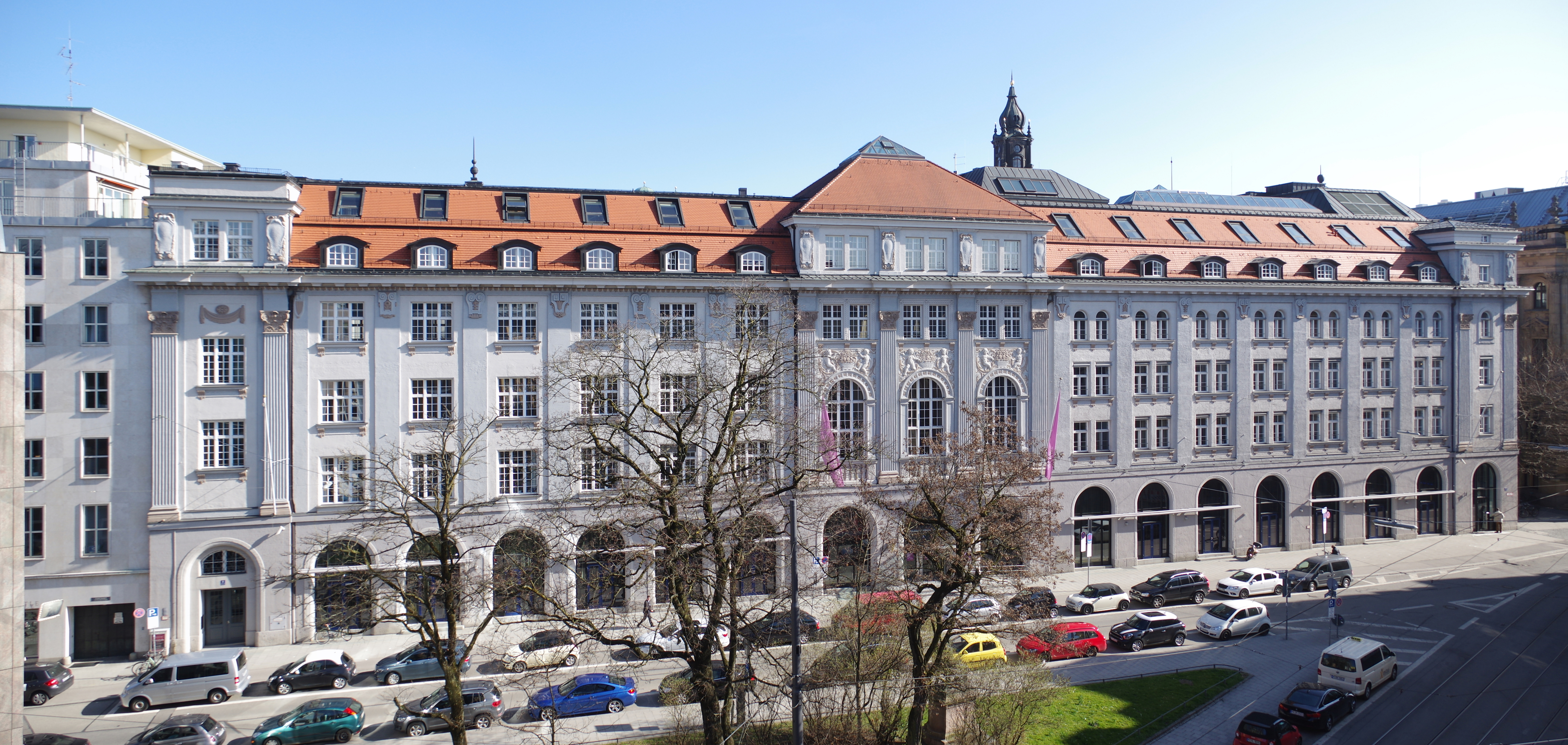
Rückwärtiger Neubau an der Ottostraße von 1910

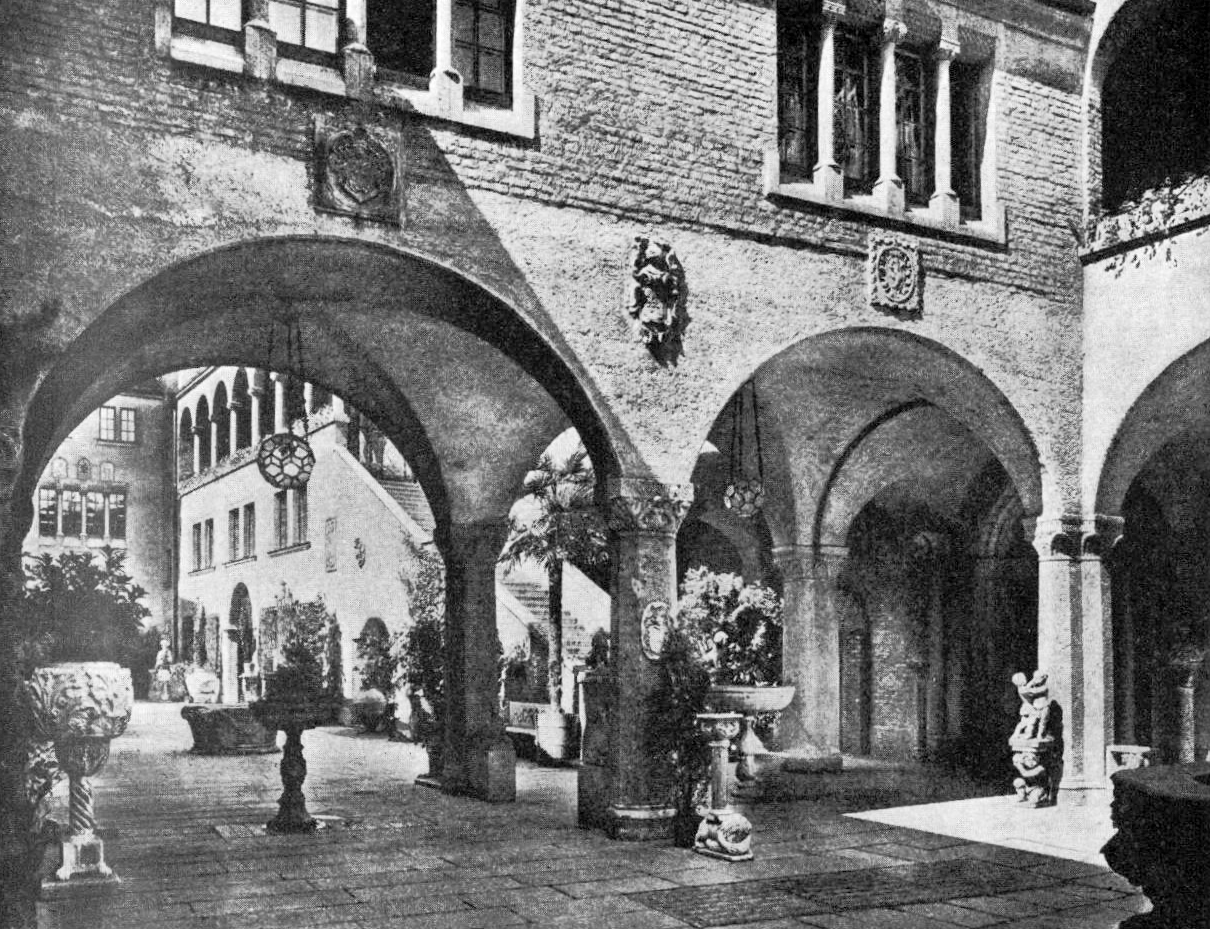
Der Hof im Stil der italienischen Renaissance (Bild von 1912, heute vereinfacht erhalten)

Der Anbau erstreckt sich über 81 m entlang der Ottostraße und nimmt die Struktur des Café-Gebäudes auf. Dazu entwarf Thiersch eine Gliederung die auf den ersten Blick symmetrisch wirkt. An das im Südwesten bestehende Gebäude wurde ein Mittelteil gesetzt, auf dessen anderer Seite ein weiterer Flügel von nicht ganz gleicher Länge wie das Café folgt. Die Flügel wurden vierstöckig ausgeführt, die Ecken und der Mittelteil sind fünfstöckig. Eine völlige Symmetrie wurde nicht erreicht, denn damit der neue Nordwest-Flügel moderne, großformatige Fenster bekommen konnte, weist er nur sechs Fensterachsen auf, gegenüber sieben im ehemaligen Café. Außerdem sind im ehemaligen Café-Gebäude pro Fensterachse jeweils zwei kleine, gekoppelte Fenster erhalten geblieben.
Während die Fassade der Hauptflächen verputzt und nur gering gegliedert sind, wurden die Eckrisalite und vor allem der Mittelteil aufwändiger gestaltet. Alle drei weisen kannelierte Pilaster über die volle Höhe der Obergeschosse auf, die in angedeuteten korinthischen Kapitellen enden. Die drei Fensterachsen des Mittelteils sind darüber hinaus mit Stuckaturen geschmückt. Hier befindet sich im ersten Obergeschoss der über zwei Stockwerke gehende Gobelinsaal, der auch durch über die volle Raumhöhe reichende Rundbogen-Fenster belichtet wird. Die Fläche über den Rundbögen ist durch Stuckfelder mit Fruchtkörben geziert, die von Putten umgeben sind. Im vierten Obergeschoss, das nur der Mittelteil und die Eckrisalite erreichen, sind die Fenster durch schildförmige Lisenen begrenzt. Ein außergewöhnliches Angebot an die Kunden waren Musterzimmer im 4. Obergeschoss. Durch Stoffbahnen, die in Deckenschienen bewegt werden konnten, wurden Räume in der Größe der Wohnung des Kunden abgeteilt. In diese konnten dann Möbel und Wohntextilien dem Kunden den Eindruck der Stücke in seinem eigenen Haus vermitteln. Die Kosten des Neubaus werden mit 1.050.000 Mark angegeben.
Der Hof zwischen dem ursprünglichen Geschäftshaus und dem Erweiterungsbau wurde auf Wunsch Bernheimers im italienischen Renaissance-Stil nach dem Vorbild des Bargello in Florenz ausgestaltet. Er erhielt eine Freitreppe, mehrere Loggien und Säulen. Sein Zweck war es, Kunstgegenstände in dieser Umgebung besonders wirkungsvoll zu präsentieren. In die Fassaden wurden Spolien alter Portale, Wappen und Reliefs eingebaut.